# Arichanna amoena
Arichanna amoena är en fjärilsart som beskrevs av Max Joseph Bastelberger 1911. Arichanna amoena ingår i släktet Arichanna och familjen mätare. Inga underarter finns listade i Catalogue of Life.